# Broscodes karumicus
Broscodes karumicus is een keversoort uit de familie loopkevers (Carabidae). De wetenschappelijke naam van de soort is voor het eerst geldig gepubliceerd in 1914 door Bolivar & Pieltain.